# All-on-4
A técnica para reabilitação do desdentado total All-on-4, é um procedimento cirúrgico e protético descrito em uma publicação de 2003 pelo médico dentista português Paulo Maló, que consiste na reabilitação da maxila e da mandíbula edêntulas com próteses fixas através da colocação de quatro implantes na região anterior dos maxilares, aquela em que a densidade óssea é maior e a que apresenta a taxa de sucesso mais elevada, permitindo a colocação de uma prótese fixa com 12 a 14 dentes imediatamente no dia da cirurgia.
No entanto, o conceito All-on-4 foi consolidado antes mesmo de seu nome ser cunhado em 2003, pelos trabalhos de Per Ingvar Brånemark e colegas do final da década de 1960 com a instalação de 4 (ou 6) implantes para suportar uma prótese fixa de arco completo na maxila ou mandíbula, mais uma vez por Brånemark e colegas do início da década de 1990 com seu novo protocolo envolvendo componentes pré-fabricados e guias cirúrgicos e carga imediata da prótese fixa permanente de arco completo instalada no mesmo dia, o chamado método Brånemark Novum, pelo trabalho de Krekmanov e colegas do início da década de 1990, com sua ideia de inclinação de implantes mandibulares e maxilares posteriores para melhor suporte da prótese, e pelo trabalho de Mattsson e colegas (Mattsson et al., 1999) do início da década de 1990 com quatro a seis implantes na maxila tendo a maioria dos implantes posteriores em cada lado angulados. Portanto, a técnica All-on-4 na verdade se tratou mais da cunha de um novo nome do que de uma nova técnica.
Frequentemente, a perda dos dentes é acompanhada de perda do osso do maxilar o que coloca o problema da reconstituição do osso do maxilar. Para que a implantação seja bem sucedida é necessário transplantar osso de outras partes do corpo, por exemplo, da crista ilíaca ou do crânio e aplicá-lo na(s) zona(s) onde se pretende implantar o (s) dente(s). A transplantação de enxerto ósseo leva entre três e seis meses para que os implantes possam ser colocados. Após a colocação dos implantes, é necessário esperar dois a três meses, prazo após o qual já é possível a colocação das prótese fixas. O tempo total de reabilitação é de doze meses.
Muitos pacientes não podem fazer o transplante de osso por razões de saúde geral (diabetes e outras). A reabilitação dos dentes por esta via (transplante de osso), devido a problemas de saúde é impossível em 20% dos pacientes.
O processo em apreço, permite obviar os referidos inconvenientes porque consiste na fixação de uma prótese dentária totalmente personalizada (ponte) assente apenas em quatro implantes de titânio. Estes implantes funcionam como "pilares" para a ponte que suporta os dentes protéticos. O processo inventado permite tirar partido do osso existente, mesmo que escasso, evitando ter que se recorrer a enxertos ósseos.
Os implantes posteriores são substancialmente angulados, a aproximadamente 45º, para evitar comprometer a cavidade sinusal no maxilar superior e o canal do nervo na mandíbula.
A invenção tal como apresentada deve o seu nome à própria natureza do método, que consiste na aplicação de uma prótese dentária com no mínimo doze dentes (ponte) fixa nos maxilares, assente apenas em quatro implantes de titânio.
Parte essencial da invenção, são os parafusos de fixação do implante dentário, os quais estão protegidos pela patente WO2004091424.

## Reivindicações na patente referente ao implante dentário de fixação
De acordo com a primeira reivindicação aceite no âmbito do processo de patenteamento europeu, o parafuso de fixação (7) é caracterizado por, realizar uma ancoragem eficaz mesmo num osso maxilar (1) com uma combinação de partes de ossos moles e duros (2,3,4,5), que pode ser aplicado em furos (6,8) realizados na porção ou porções de osso moles (3), os referidos furos com diâmetros (d', D") que são substancialmente menores que um diâmetro principal (D) da fixação (7) sendo que a referida fixação (7)  compreende uma superfície externa, o diâmetro principal (D), uma superfície de extremidade final e uma porção dianteira (7b), que do ponto de vista de diâmetro vai estreitando em direcção à superfície de extremidade final e que é disposto para realizar uma função de corte (12, 13, 14, 15) e uma função  de enroscamento (11) e é, portanto, capaz de, em contacto com uma porção ou porções de osso duro (4, 5),  penetrar através dessas porções de osso duro (4, 5) sem causar qualquer tendência significativa para o deslocamento da porção óssea (4, 5) e uma rosca (11), que tem  uma, duas ou mais voltas de enroscamento e se estende ao longo da maior parte da superfície externa e também para baixo ao longo da porção frontal (7b), enquanto mantém substancialmente o seu perfil de rosca, e onde o  diâmetro principal  (D) é de 4 mm, o diâmetro (d) da superfície de extremidade é de 2 mm, e a parte frontal (7b) tem uma altura (H) que é substancialmente igual ao diâmetro (d) da superfície de extremidade.

## Preço do tratamento
O preço do tratamento, pode variar, e por norma está dividido em duas fases
- a primeira fase consiste na remoção dos dentes restantes do paciente, na inserção dos pilares, e na colocação de uma 'ponte' temporária. O preço nesta primeira fase ronda os 12000 euros.
- a segunda fase consiste em esperar que os pilares sarem dentro da massa óssea do paciente. Nesta fase desenvolve-se a 'ponte' definitiva que será aparafusada aos pilares. Esta fase custa cerca de 15000€

O tratamento completo deverá rondar os trinta mil euros (30000€), sendo que rondará os cinquenta mil euros (50000€), se se tratar das duas maxilas (superior e inferior).